# 神海子
神海子是一个位于中国内蒙古自治区伊克昭盟的湖泊，面积约为2.69平方千米，属于蒙新高原区。它的一级流域为内流区诸河，二级流域为鄂尔多斯内流区。